# Нора (имя)
Но́ра (англ. Nora или Norah) — английское и ирландское женское имя. Произошло от англо-нормандского имени Онория (англ. Honoria) или Онора (англ. Honora), которое в свою очередь берёт корни из латинского слова Honor.
Также является сокращённой формой имени Элеонора (Элинор).
В арабском языке существует имя Нур (араб. نورة‎), означающее «свет».